# Impedimento (direito)
Impedimento é quando autoridade ou servidor tem sua imparcialidade questionada no exercício de sua função, assim devendo abstém-se imediatamente do caso, constituindo falta grave.

## Situações de impedimento
As situação que ocasionam impedimento a uma autoridade ou servidor, no processo administrativo, são, segundo a lei:
a) Caso tem interesse direto ou indireto na matéria ou na solução do processo;

b) Seja cônjuge, companheiro, parente ou afins (por afinidade) até o 3º grau de qualquer dos interessados;

c) Tenha dele participado ou venha a participar como perito, testemunha ou representante ou com respectivos cônjuge, companheiro, parente e afins (por afinidade) até o 3º grau;

d) Esteja litigando judicialmente ou administrativamente com o interessado ou tenha amizade intima ou inimizade notório; 
Devendo, assim, comunicar, imediatamente, o fato à autoridade competente, abstendo-se de atuar. A não comunicação constitui falta grave.

## Diferenças
Suspeição e Impedimento, em direito, dizem respeito à imparcialidade, por exemplo de um juiz no exercício de sua função. Assim é dever do juiz declarar-se impedido ou suspeito, podendo alegar motivos de foro íntimo.
As causas de impedimento e suspeição estão previstas nos artigos 144 a 148, do Código de Processo Civil e dizem respeito à imparcialidade do juiz no exercício de sua função, no caso, do juiz, que declarar-se impedido ou suspeito, podendo alegar motivos de foro íntimo.
O impedimento tem caráter objetivo, e é passível de punição caso não declare, enquanto que a suspeição tem relação com o subjetivismo do juiz, e não é passível de punição caso não declare. A imparcialidade do juiz é um dos pressupostos processuais subjetivos do processo. 
No impedimento há presunção absoluta (juris et de jure) de parcialidade do juiz em determinado processo por ele analisado, enquanto na suspeição há apenas presunção relativa (juris tantum).